# Ulmi (Giurgiu)
Ulmi è un comune della Romania di 7 515 abitanti, ubicato nel distretto di Giurgiu, nella regione storica della Muntenia.
Il comune è formato dall'unione di 8 villaggi: Căscioarele, Drăgăneasca, Ghionea, Icoana, Moșteni, Poenari, Trestieni, Ulmi.